# Aphis pseudeuphorbiae
Aphis pseudeuphorbiae är en insektsart. Aphis pseudeuphorbiae ingår i släktet Aphis och familjen långrörsbladlöss. Inga underarter finns listade i Catalogue of Life.